# Buzz Aldrin

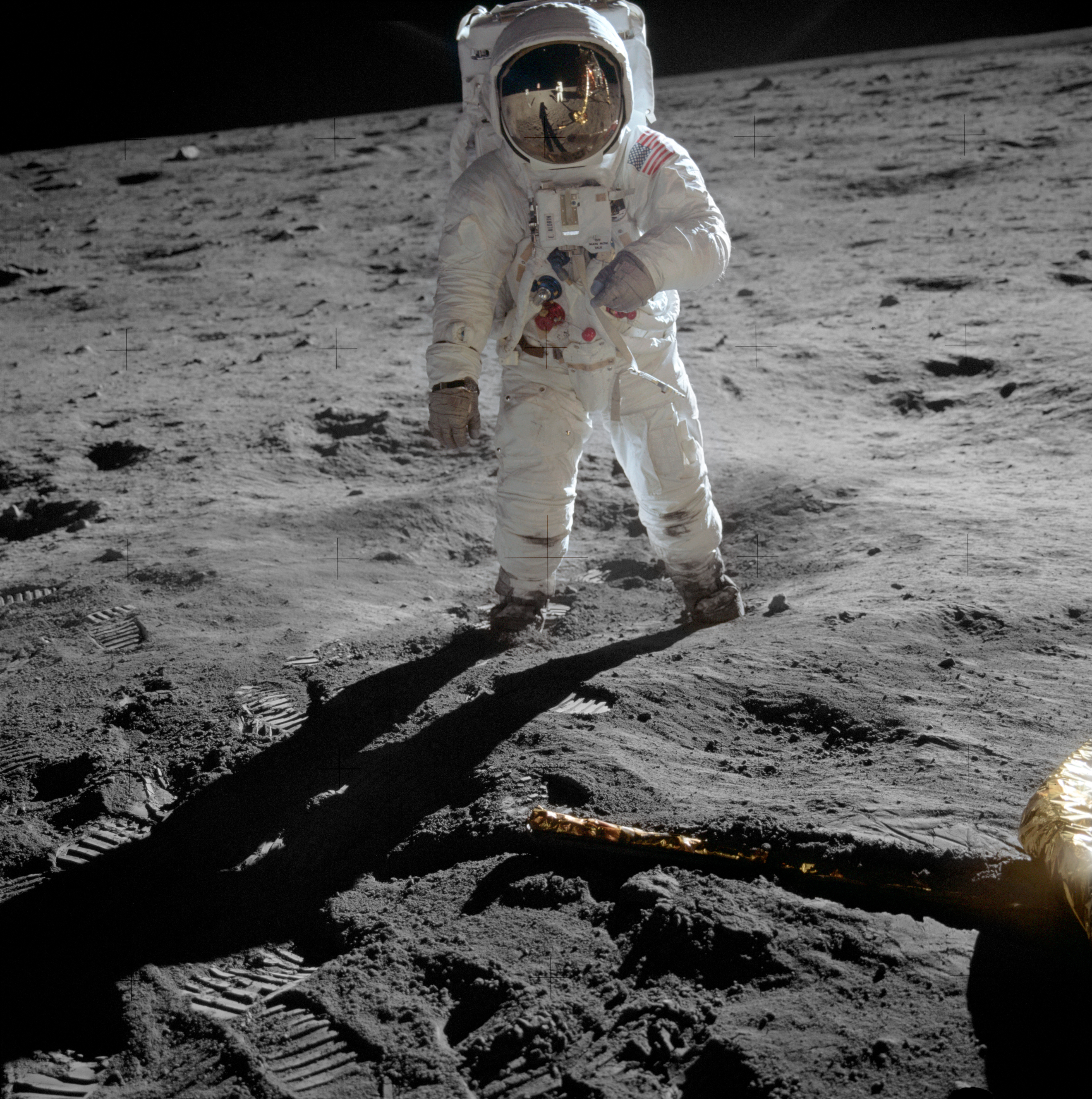
Buzz Aldrin, ảnh do Neil Armstrong chụp trong chuyến hạ cánh đầu tiên xuống Mặt Trăng ngày 20 tháng 7 năm 1969.

Buzz Aldrin, tên khai sinh Edwin Eugene Aldrin, Jr., sinh ngày 20 tháng 1 năm 1930 tại Glen Ridge, New Jersey là một phi công và phi hành gia Hoa Kỳ, phi công của Module Mặt Trăng trên tàu Apollo 11, chuyến du hành đầu tiên hạ cánh xuống Mặt Trăng. Ông là người thứ hai đặt chân lên Mặt Trăng, chỉ sau phi công chỉ huy Neil Armstrong.

## Tiểu sử
Aldrin là con trai của bà Marion (họ khai sinh: Moon) và ông Edwin Eugene Aldrin, Sr., một binh sĩ ở Montclair, New Jersey, nơi ông trở thành một tân sinh của Hội Nam Hướng đạo Mỹ. Buzz từng học tại Trung học Montclair tại Montclair, New Jersey, và tốt nghiệp Học viện Quân sự Hoa Kỳ tại West Point. Biệt danh "Buzz" xuất phát từ thời niên thiếu khi chị ông phát âm nhầm chữ "brother" (anh em) thành "buzzer" khi còn đi chập chững, và sau đó thu gọn thành Buzz. Ông dùng nó thành tên chính thức của mình năm 1988.

## Truyền thông
Aldrin là một trong các nhà du hành vũ trụ được nói đến trong phim In the Shadow of the Moon.
- [[::Media:A11v 1094228.ogv|Buzz Aldrin steps onto the Moon]] ([[::Image:A11v 1094228.ogv|thông tin]])
  - 
Video from the Apollo 11 mission
- Trục trặc khi xem? Xem hướng dẫn.